# 中村由行
中村 由行（なかむら よしゆき、1955年 - ）は、日本の環境学者。学位は、博士（工学）（東京大学・1989年）。広島県生まれ。
横浜国立大学大学院都市イノベーション研究院教授。元港湾空港技術研究所研究主監。
有害化学物質に汚染された底質のマニュアル作成等に実績が多く、底質汚染等の委員会の委員長として国および地域の問題解決に取り組んでいる。

## 略歴
広島県に生まれる。1979年に東京大学工学部化学工学科卒業、1984年、同大学院博士課程単位取得退学。同年、長岡技術科学大学工学部助手に採用され、1989年、『沿岸生態系におよぼす密度成層の影響』で論文博士。
1992年に九州大学工学部助教授に転任。1999年に運輸省港湾技術研究所海洋環境部海水浄化研究室長に転任し、2001年に独立行政法人港湾空港技術研究所海洋・水工部沿岸生態研究室長沿岸環境領域長に改組され、2008年に同研究主監に昇任。2013年に横浜国立大学教授に転任。

### 受賞歴

#### 共同受賞
- 2001年、土木学会「土木学会論文賞」 ― 「越波エネルギーを利用したダム湖・貯水池の水質改善システムに関する研究」
- 2002年、文部科学省「文部科学大臣賞研究功績者表彰」 ― 「富栄養化水域における環境修復技術の開発に関する研究」
- 2007年、土木学会「環境工学論文賞」 ― 「港湾域の底泥中化学物質濃度と底生生物叢の関係」
- 2008年、土木学会「土木学会論文賞」 ― 「港湾域における有機スズ化合物の存在特性と水中回帰に関する現地調査」
- 2008年、日本港湾協会「日本港湾協会技術賞」 ―  「生態系手法を取り入れた港湾計画の策定手法に関する研究」

## 著作リスト

### 共著
- 『貧酸素水塊 - 現状と対策』（山室真澄、石飛裕、中田喜三郎、生物研究社、2013年）

### 博士論文
- 『沿岸生態系におよぼす密度成層の影響』（博士 (工学)、東京大学、1989年、乙種）

### 論文
- CiNii>中村由行

### 科研費報告書
- 『流れ系における水・底泥界面での物質移動に関する研究』（1995年）

## 社会貢献活動

### 委員会活動
※太字は委員長
- 普天間飛行場代替施設建設事業に係る環境監視等委員会（防衛省）[1][2]
- 底質ダイオキシン類対策技術検討委員会（国土交通省）
- 港湾における底質ダイオキシン類対策検討委員会（国土交通省）
- 横十間川底質関連対策検討会（東京都）
- 古綾瀬川底質対策検討委員（埼玉県）

### 講演活動
- 浚渫と沿岸海域の底質環境(おおさかATCグリーンエコプラザ)
- 港湾や沿岸域における有害化学物質の分布について（底質環境シンポジウム）
- 内湾域における有害化学物質汚染の実態解明、将来予測手法の開発、生物および生態系への影響評価に関する研究